# Келеда
Келеда (њем. Kölleda) град је у њемачкој савезној држави Тирингија. Једно је од 55 општинских средишта округа Земерда. Према процјени из 2010. у граду је живјело 5.508 становника. Посједује регионалну шифру (AGS) 16068034.

## Географски и демографски подаци
Келеда се налази у савезној држави Тирингија у округу Земерда. Град се налази на надморској висини од 145 метара. Површина општине износи 31,3 km². У самом граду је, према процјени из 2010. године, живјело 5.508 становника. Просјечна густина становништва износи 176 становника/km².

## Сарадња
Интензивно се његује културна и туристичка сарадња са Хоххајмом на Мајни из Хесена.